# Baudolino
Baudolino (2000) je čtvrtý román Umberta Eca. Hlavní hrdina Baudolino, rodák (stejně jako Eco) z italské Alessandrie, v roce 1204 v Konstantinopoli vypráví byzantskému historikovi Niketovi svůj příběh od okamžiku, kdy si ho k sobě v roce 1155 vzal císař Fridrich I. Barbarossa.

## Děj
Baudolino, syn piemontského sedláka Galiauda pojmenovaný podle tamního patrona svatého Baudolina (zhruba 700 – 740), kterého viděl ve zjevení, v roce 1155 zachrání muže na koni, který zabloudil v mlze. Ukáže se, že jde o císaře Fridricha I. Ten si chlapce oblíbí a poté, co se díky Baudolinově proroctví vzdají císařovi nepřátelé, se ho ujme. Baudolino je v péči biskupa Oty a jeho pomocníka kanovníka Rahewina, kteří ho mj. naučí psát. Baudolino má zvláštní schopnost, dokáže mluvit cizím jazykem chvíli poté, co někoho slyší se tímto jazykem domlouvat. Baudolino je nenapravitelný lhář a různými lstmi pomáhá císařovi, kterého má za svého druhého otce, v politických záležitostech. Stojí tak v pozadí za velkými událostmi, díky jeho nápadu císař kanonizuje Karla Velikého (aby omezil moc papeže), učiní z boloňské univerzity nezávislý stánek vědění, "najde" relikvie Tří králů (a vymyslí jména Kašpar, Melichar a Baltazar) apod. Baudolino se také zamiluje do císařovny Beatrix. Mezitím však studuje v Paříži, kde se při hospodských pitkách postupně setkává s Básníkem (jehož básně píše Baudolino), bardem Abdulem, Boronem, rabi Solomonem a Kyotem. Vedou spolu různé učené disputace (např. o existenci prázdna či o tvaru Země) a společně sní o bájné východní říši kněze Jana, o které se dozvídají různé útržkovité informace (z nichž nejdůležitější jsou slova biskupa Oty na smrtelné posteli) a zbytek si domýšlejí. Kněz Jan je nestorián a již několik století spravedlivě vládne říši, ve které žijí podivné bytosti (při popisu bytostí se Umberto Eco drží dobových představ o dálněvýchodních krajích). Přátelé plánují výpravu do této říše. Abdul si od ní slibuje setkání s vysněnou princeznou, o které zpívá ve svých písních, rabi Solomon zase pátrá po deseti ztracených izraelských kmenech (ztratily se dobytím Samaří a pádem Izraelského království v roce 722 př. n. l.), Boron s Kyotem zase pátrají po Poháru (Svatý grál), který by mohl mít právě kněz Jan. Baudolino se poté octne při stavbě Alessandrie, která však vzniká bez povolení císaře. Císař je neustále ve válce proti italským městům a nakonec dojde i na obléhání Alessandrie. Baudolino se snaží různými způsoby domluvit smír a pracuje pro obě strany. Nakonec je císařské vojsko obléháním tak vysíleno, že císař jako dobré zámince pro jeho ukončení "uvěří" Baudolinovu triku, při kterém je poslední kráva ve městě (shodou okolností jde o krávu Baudolinova otce Galiauda) nacpána zrním, aby to vypadalo, že ve městě mají hodně jídla (tato pověst prý skutečně existuje). Baudolino, ač nepřítel válek a zabíjení, se také objeví v bitvě u Legnana (29. května 1176), kde je Fridrich poražen a Baudolino mu zachrání život.
Baudolino s přáteli napíše dopis kněze Jana pro Fridricha, díky kterému by měl Fridrich získat větší vážnost a který by opravňoval k vyslání výpravy do Janovy říše. S dopisem se však svěří darebáku Zosimovi, který tento nápad přejme a zařídí to tak, aby dopis kněze Jana (mírně upravený) získal jeho vládce – byzantský basileus. Z výpravy tak zase sejde. Baudolino se ožení se svou krajankou Colandrinou, ta však brzy zemře. Zemře také královna Beatrix. Baudolino se spolu s přáteli vypraví do Byzance za Zosimem, neboť ten tvrdil, že zná Kosmovu mapu, podle které by bylo možné dojít do říše kněze Jana. Zosima najde, když v kryptě dělá podvodné věštecké obřady pro basilea, a zajme ho. Mapu se jim ale najít nepodaří, Zosimos se však zachrání, když prohlásí, že mapu zná zpaměti, a každý den z ní pak část rekonstruuje. Přátelé se se Zosimem vrátí zpět k Fridrichovi a Baudolino stihne pobýt několik dní se svým umírajícím otcem. Vypráví mu o Poháru a otec mu vnukne myšlenku, že Pohár, ze kterého pil Ježíš Kristus, nemohla být žádná zlatá nádoba a přirovná ho spíše ke své dřevěné misce. Po Galiaudově smrti si Baudolino onu misku vezme a začne ji za Pohár vydávat s tím, že je potřeba vrátit tomu, komu patří – tedy knězi Janovi.
Poté se vše schyluje k třetí křížové výpravě. Baudolino s přáteli se jí zúčastní s tím, že po dobytí Jeruzaléma se nebudou vracet, ale budou pokračovat dále na východ. Přidají se k nim i Baudolinovi přátelé z Alessandrie. Po cestě se seznámí s urozeným arménským hodnostářem Mchitharem Arcrunim, dávným přítelem Zosima. V Gallipoli přátelé stráví několik dní a na zdejším trhu koupí různé léky a relikvie, se kterými se velmi vyplácí obchodovat. Armáda pokračuje dále na východ (roku 1190 dobyje Ikonium) a Arcruni pozve Fridricha na svůj hrad, kolem kterého projíždějí. Fridrich s sebou vezme i Baudolina a jeho přátele. Hrad je plný všelijakých technických zvláštností, např. Archimédova zrcadla, Dionýsovo ucho, dveře otvírající se "parním strojem" jako ve starověké Alexandrii a také uzavřená místnost, ze které může Arcruni vytlačit všechen vzduch a vytvořit zde vzduchoprázdno (což připomnělo staré diskuse o prázdnu). A také zde Arcruni má několik relikvií hlav Jana Křtitele, které vyrábí. Po večeři se Fridrich odebere ke spánku do své komnaty, zamkne se tam a přátelé přespávají v přední místnosti a hlídají. Ráno se však ukáže, že je císař po smrti. Přátelé se začnou navzájem z jeho smrti obviňovat, ale nepřijdou na žádnou jasnou indicii, která by smrt v uzavřené místnosti vysvětlila. Pak ale vystoupí Básník a prohlásí, že budou všichni obviněni z císařovy smrti a že bude lepší to navléci tak, aby to vypadalo, že císař nezemřel na hradě uprostřed kruhu přátel. Obléknou tedy Fridricha, posadí ho na koně a odvezou k řece kousek dále od vojenského ležení, ale tak, aby byli vidět. Fridrich si totiž přál si ráno zaplavat, jak měl ve zvyku. Položí Fridricha do vody a když začne odplouvat, spustí povyk a po chvíli tři rytíři z vojska pochopí, co se děje, a vjedou do vody a Fridricha vytáhnou. Ten je však mrtvý. Mezitím ale zmizí Pohár, nejcennější relikvie a důvod k cestě do říše kněze Jana. Armáda se zdrží, aby ujednali, co dál, velení se ujímá císařův syn Fridrich Švábský. Baudolino a jeho přátelé změní plány a postupně se už chystají na cestu do říše kněze Jana. Je jich spolu s alessandrijskými dvanáct, tedy takový počet, aby je mohl někdo považovat za Tři krále vracející se z Betléma. Chce se k nim přidat i Arcruni, přátelé mu ale nevěří a navíc se již nevejde do počtu. Pak se ale ukáže, že zmizel Zosimos, kterého opomněli hlídat jako zajatce, a s ním i jedna hlava Jana Křtitele, do které patrně ukryl i Pohár. Předpokládají, že Zosimos se chce do říše kněze Jana dostat dříve než oni a slavně Pohár vrátit. Arcruni se připojí k zbývajícím jedenácti členům výpravy (vyzná se ve zdejší krajině a hodí se do počtu dvanácti Králů), rozeberou si zbylých šest hlav Jana Křtitele (po jedné získají Baudolino, Básník, Abdul, Kyot, Boron a jeden z alessandrijských Boidi) a zahájí pronásledování Zosima. Je červen roku 1190 a konečně se vydávají na cestu do říše kněze Jana.
Na svém několikaletém putování procházejí osadou gymnosofistů, temným lesem zvaným Abcasie a konečně překračují bájnou řeku Sambation. Docházejí do skalního města Pndapetzimu (inspirace jordánským městem Petra), které střeží vchod do říše kněze Jana a obývají ho podivná stvoření - jednonožci, bezhlavci, tvrdochodci, giganti apod.
Baudolino s přáteli se zde usazují a vyčkávají na vhodnou dobu pro odchod do říše kněze Jana.
Zatímco se Básník a ostatní druhové snaží připravit obyvatele Pndapetzimu na blížící se vpád Bílých Hunů, Baudolino potkává u jezera za městem Hypatii do které se zamiluje.
Válka s Huny skončí porážkou, zahyne v ní i několik Baudolinových přátel. Zbylí členové výpravy se zachrání útěkem a vydávají se na cestu
domů. V Konstantinopoli se znovu setkávají se Zosimem a dochází k závěrečnému odhalení viníka Fridrichovy smrti. Baudolino zjišťuje, že odcizený Pohár nosí celou dobu u sebe ve schránce na relikvii.
Zde se prolínají obě roviny románu, dochází k setkání Baudolina s historikem Niketou.
Po dokončení svého vyprávění se Baudolino už jako stařec vydává znovu do říše kněze Jana, aby dostál svým závazkům k otci a znovu se setkal s milovanou Hypatií.

## Hlavní postavy
- Baudolino
- Fridrich I. Barbarossa
- Beatrix Burgundská
- Niketas Choniates
- Abdul
- Arcruni
- Básník
- Boron
- Kyot
- Boidi
- rabi Solomon
- Zosimos
- Galiaudo Aulari – otec Baudolina

## Česká vydání
- Argo, 2001 (dotisky 2002, 2004), překlad Zdeněk Frýbort ISBN 80-7203-398-0